# Armindo Vaz d'Almeida
Armindo Vaz d'Almeida (1953 - 20 de julio de 2016) fue un político santotomense que se desempeñó como primer ministro de Santo Tomé y Príncipe. Ocupó el cargo del 30 de diciembre de 1995 al 19 de noviembre de 1996. Fue miembro del Movimiento para la Liberación de Santo Tomé y Príncipe / Partido Social Demócrata (MLSTP-PSD).
Durante su gestión, participó en el establecimiento del Comunidad de Países de Lengua Portuguesa (CPLP) en Lisboa. En noviembre de 1996, su gobierno fue destituido por un voto de censura ordenado por su propio partido y sucedido por Raul Bragança Neto. A finales de año, fue expulsado del partido debido a acusaciones de corrupción.